# واسکو گونزالوس
واسکو گونزالوس (انگلیسی: Vasco Gonçalves؛ ۳ مهٔ ۱۹۲۱ – ۱۱ ژوئن ۲۰۰۵) یک سیاست‌مدار اهل پرتغال بود.